# Erich Muhsfeldt
Erich Mußfeldt (ur. 18 lutego 1913 w Neubrück w Brandenburgii, zm. 24 stycznia 1948 w Krakowie) – zbrodniarz hitlerowski, członek załogi obozów koncentracyjnych Auschwitz-Birkenau, Majdanek i Flossenbürg oraz SS-Oberscharführer.

## Życiorys
Ukończył 8 klas szkoły powszechnej. Z zawodu był piekarzem. Wstąpił do NSDAP i SA w 1933, a do SS 15 stycznia 1940 roku. Swoją służbę w obozach koncentracyjnych rozpoczął w Auschwitz 15 lipca 1940, gdzie sprawował funkcję kierownika komand więźniarskich (Kommandoführera) i bloku (Blockführera). 15 listopada 1941 roku Muhsfeldt przeniesiony został do Majdanka, gdzie pełnił służbę jako kierownik krematorium i komanda zajmującego się paleniem zwłok pomordowanych więźniów i jeńców radzieckich. Z końcem maja 1944 roku powrócił do Auschwitz, gdzie wraz z Otto Mollem kierował krematoriami w Birkenau podczas likwidacji Żydów węgierskich. Następnie w sierpniu 1944 roku Mußfeldt został skierowany na front, ale na początku kwietnia 1945 roku przydzielono go do obozu we Flossenbürgu jako oficera raportowego (Rapportführera).
W Auschwitz-Birkenau Erich Mußfeldt był jednym z najważniejszych wykonawców akcji zamordowania ponad 300 tysięcy Żydów węgierskich. Oprócz tego wielokrotnie przeprowadzał egzekucje i znęcał się nad więźniami. W Majdanku Mußfeldt był współodpowiedzialny za przeprowadzenie akcji o kryptonimie „Dożynki” 3 listopada 1943 r. Zamordowano wówczas 18 400 Żydów. Brał aktywny udział w wielu innych mordach, zarówno o charakterze masowym, jak i indywidualnym. Podczas ewakuacji Flossenbürga rozstrzelał kilkudziesięciu więźniów niezdolnych do dalszego marszu. III Rzesza przyznała mu Wojenny Krzyż Zasługi II klasy.
Po wojnie został schwytany przez władze amerykańskie i był jednym z oskarżonych w procesie załogi obozu Flossenbürga. Za 4 tygodnie służby w tym obozie skazany został na karę dożywotniego pozbawienia wolności. Następnie przekazano go władzom polskim, w celu osądzenia za zbrodnie popełnione w obozach Auschwitz-Birkenau i Majdanek. Mußfeldt został osądzony przez Najwyższy Trybunał Narodowy w pierwszym procesie oświęcimskim i uznany za winnego wszystkich zarzucanych mu zbrodni. Skazano go 22 grudnia 1947 roku na karę śmierci, którą wykonano przez powieszenie w krakowskim więzieniu Montelupich.
W amerykańskim filmie Szara Strefa z 2001 roku przedstawiającym bunt żydowskiego Sonderkommanda w Auschwitz, rolę Mußfeldta zagrał Harvey Keitel. Film ten powstał na podstawie książki Miklosa Nyiszli (węgierskiego lekarza – więźnia Auschwitz) Byłem asystentem doktora Mengele, która opisuje wiele zbrodni dokonanych przez Ericha Mußfeldta.